# Kölner Polizeiskandal
Als Kölner Polizeiskandal (und später Kölner Polizeiprozess oder Kölner Polizistenprozess) werden die Geschehnisse rund um den Polizeieinsatz vom 11. Mai 2002 und dem damit verbundenen Tod von Stephan Neisius († 24. Mai 2002) bezeichnet. Dominik Cziesche bezeichnete im Spiegel den Kölner Polizeiskandal als „eine[n] der größten Polizeiskandale der Republik“. Der Vorfall ereignete sich in einer Dienststelle im Geschäftsbereich des Polizeipräsidiums Köln.

## Stephan Neisius
1990, im Alter von 18 Jahren, wurde bei Neisius eine schizoide Psychose diagnostiziert. Er floh aus der Psychiatrie und unternahm mit einem Sprung aus dem 7. Stock einen Suizidversuch, den er verletzt überlebte. Wegen der Verletzungen konnte Neisius seine Ausbildung zum Tischler nicht beenden, war arbeitsunfähig und auf Sozialhilfe angewiesen. In seiner Freizeit war er Bassist und engagierte sich in „einem Club- und Theaterprojekt in Köln“. Zudem konsumierte er regelmäßig Cannabis.
Nach dem Tod des Vaters im Jahr 1990 wurde sein acht Jahre älterer Bruder Bernd zu einem Vaterersatz für Stephan Neisius. Er lebte weiterhin bei seiner Mutter Gertrud in der Kölner Innenstadt (Roonstraße) und war arbeitslos. Laut Zeugenaussagen soll er gewalttätig gegenüber seiner Mutter gewesen sein.
Im Mai 2002 nahm sein Umfeld eine Veränderung in Neisius' Verhalten wahr: „Er war sehr erregt, wurde schnell laut, ließ niemanden an sich ran. Vieles deutete auf einen psychotischen Schub nach dreizehn Jahren.“ Die Band Cornershop bot ihm an, in deren Studio in London Aufnahmen zu machen. Seine Mutter wollte, dass Stephan Neisius zunächst die Behandlung seiner Thrombose abschloss, weshalb er und seine Mutter am 11. Mai 2002 in Streit gerieten. Eine Nachbarin, die sich Sorgen um die Mutter machte, rief wegen Ruhestörung die Polizei, die gegen 22 Uhr mit vier Beamten vor Ort eintraf. Stephan Neisius zerschlug in dieser Zeit mit einem Hockeyschläger Glastüren. Nach Angaben des Spiegels hatte er „[...] an dem Abend Drogen genommen.“

### Polizeieinsatz
Nach Angaben des Kölner Stadtanzeigers „[habe man] von der Mutter [...] längere Zeit nichts gehört“, als die Polizisten baten, die Türe zu öffnen. Stephan Neisius weigerte sich und gab an, die Mutter läge im Bett. Seine Mutter sagte später vor Gericht bezüglich dieser Weigerung: „'Ich sah auch nicht ein, was die Polizei sollte [...]. Der Streit war längst vorbei.'“ Die vier Beamten brachen die Tür auf und stürmten unter Einsatz von Pfefferspray das offenbar keine Wirkung zeigte, auf Stephan Neisius zu. Die Mutter sagte den Polizisten, dass ihr Sohn krank sei, was aber nicht beachtet wurde. Stephan Neisius wurde zu Boden geworfen und an Armen und Händen gefesselt, wobei er zuvor Polizisten gebissen haben soll, und sich später mit Schlägen und Tritten wehrte. Zudem soll er einen Hammer geworfen haben. Auf der Treppe vom fünften Stock nach draußen „entgleitet“ der 1,70 m große und 100 kg schwere Neisius den Polizisten „[...] bis zu sechs Mal [...]“ wegen dessen Gegenwehr. Ein Polizist, der sich in der Wohnung geschnitten hatte, wurde von einem Rettungssanitäter versorgt.
"In den Funkprotokollen wird Stephan Neisius als 'Irrer' beschrieben, der sich wie von Sinnen aufführt und wirre Sachen wie 'Ich bin Jesus' schreit." Auf der Fahrt zur Wache soll Neisius von dem Polizeimeister Lars S. geschlagen worden sein. Auf der Polizeiwache Eigelstein angekommen, wurde er in eine Zelle gebracht. Zwei Polizisten, die Zeugen der weiteren Geschehnisse wurden, berichteten: "'Wehrlos, gefesselt an Händen und Füßen, wurde das Opfer von mehreren Beamten geschlagen und getreten' [...]. 'Sie schleiften ihn an den Füßen in eine Zelle, prügelten weiter auf ihn ein'. Die Tageszeitung schreibt: "Wenig später liegt er in einer Blutlache." Der Wachdienstleiter Günter K. rief anschließend einen Rettungswagen, der Neisius ins St. Marien-Hospital Köln brachte. Als man Neisius dort Blut abnehmen wollte, erlitt er einen Herzstillstand, wurde reanimiert, fiel ins Koma und verstarb im Uniklinikum Köln nach Angaben der Staatsanwaltschaft am 24. Mai 2002. Ein Gutachten kam zu dem Ergebnis, "Todesursache sei ein durch Herzstillstand hervorgerufenes Hirnödem." Ein weiteres Gutachten schlussfolgerte, dass "'polizeiliche Zwangsmaßnahmen mit ursächlich für den Tod' [...] gewesen sein könnten." Die Behandlung durch das Krankenhaus wurde vom Richter als "nicht sachgerecht" kritisiert; ebenso vom Gutachter. An Neisius' Körper stellten Ärzte Hämatome sowie einen Schuhsohlenabdruck im Gesicht fest.
Gegen fünf der Beamten war bereits früher wegen des Verdachts der Körperverletzung im Amt ermittelt worden.

## Juristische Folgen des Polizeieinsatzes
„Ein Beamter und eine Beamtin“ waren Zeugen der Schläge und Tritte, berichteten am nächsten Tag ihrem Vorgesetzten davon und zeigten ihre Kollegen an. Gegen die beiden Polizisten wurde wegen unterlassener Hilfeleistung ermittelt. Über den 32-jährigen Polizisten Alexander G. wurde erzählt, dass er selbst auch zugeschlagen haben soll. An den Aussagen der Kronzeugen gab es Zweifel, bspw. soll sich einer der Zeugen in einem Nebenraum befunden haben und die Schläge nicht gesehen haben können. Das Gericht zweifelte nicht an der Glaubwürdigkeit der Zeugenaussagen, sie seien „'differenziert wie detailreich'“ gewesen. „Laut Zeugenaussage eines Passanten soll [Neisius] auch schon bei seiner Festnahme und der Überführung im Streifenwagen auf die Wache durch mehrere Beamte malträtiert worden sein.“ Zwei Zeugen berichteten von Schlägen ins Gesicht während der Überführung von der Wohnung in den Polizeiwagen. Der Polizist, der wegen seiner Schnittverletzung nicht auf der Wache war, soll von einem der Polizisten (Matthias L.) mitgeteilt bekommen haben, dass sie ihn „gerächt“ hätten.
Nach der Anzeige wurden die Wohnungen und Spinde von Lars S. und Matthias L. am 14. Mai 2002 durchsucht, Kleidung sichergestellt und alle sechs Beamten am 13. Mai vom Dienst suspendiert. Lars S. und Matthias L. wurden kurzzeitig, auf Grund eines Haftbefehls des Amtsgerichts Köln, festgenommen. Sie sollen versucht haben, Teile ihrer Uniformen zu beseitigen. Der Haftrichter setzte die Haftbefehle außer Vollzug, da keine Flucht- oder Verdunklungsgefahr bestünde. Die Staatsanwaltschaft forderte wegen der aus ihrer Sicht weiterhin bestehenden Verdunklungsgefahr, Lars S. und Matthias L. „wieder verhaften lassen, nachdem ein Richter die Haftbefehle außer Vollzug gesetzt hatte.“

### Strafprozess
Am 26. Juni 2003 begann vor der 11. großen Strafkammer des Landgerichts Köln der Prozess gegen die sechs in unten stehender Tabelle genannten Beamten im Alter zwischen 24 und 40 Jahren wegen Körperverletzung mit Todesfolge.
| Name                                 | Dienstgrad         | Alter      | Anmerkung |
| ------------------------------------ | ------------------ | ---------- | --- |
| Lars D.                              | Polizeiobermeister | 27 oder 28 | |
| Dennis G.                            |                    | 28         | War beim Einsatz in der Wohnung mit dabei. |
| Günter K.                            |                    |            | Wachdienstführer |
| Matthias (oder Mathias) Alexander L. | Polizeiobermeister | 24         | War beim Einsatz in der Wohnung mit dabei. |
| Lars S.                              | Polizeimeister     | 28         | Lars S. kam 1992 zur Polizei. Er galt als fleißig und „unerschrocken“. Seit 1999 gab es gegen S. zwölf Anzeigen „meist wegen Körperverletzung“ (die taz spricht von „[...] eine[r] Reihe von Strafanzeigen wegen Körperverletzung im Amt [...], die alle eingestellt wurden“), eine Verurteilung wegen Beleidigung und ein Disziplinarverfahren, das nach Aussprache einer Missbilligung am 25. Februar 2002 eingestellt wurde. Das Amtsgericht Köln erließ gegen S. einen Strafbefehl wegen Nötigung, weil er von einem Jungen verlangt haben soll, einen Handstand zu machen, und weil er einem Mann, „der gegen den aggressiven Tonfall der Beamten protestierte“, erwiderte, „er solle 'die Schnauze' halten“ und „'Willst du mal ins Krankenhaus oder zum Zahnarzt, du Pisser?'“ Daraufhin ließ sich S. in eine andere Wache versetzen. War beim Einsatz in der Wohnung mit dabei. |
| Reinhard W.                          |                    |            | |

Stephan Neisius' Bruder und Mutter (68) waren Nebenkläger. Vorsitzender Richter war Bruno Terhorst. Als Staatsanwältin war Kirsten Malitz tätig. Nach Angaben des Spiegels waren über 60 Zeugen geladen, die Kölnische Rundschau sprach von 77 Zeugen und 10 angesetzten Verhandlungstagen.
Günter K. soll laut Staatsanwaltschaft Neisius „[...] mit der Faust gegen den Kopf geschlagen [haben].“ Die anderen Polizisten sollen Neisius am Boden liegend geschlagen und getreten haben. Günter K. bestritt einen Schlag und allgemein Neisius angefasst zu haben.
„Fünf der Angeklagten äußern sich zum Teil ausführlich zu den Vorwürfen. Einer verweigert die Aussage.“ „Doch Reue zeigen sie nicht.“
Lars S., „[...] gibt vor Gericht zu, Stephan Neisius mehrfach mit der Faust auf die Beine geschlagen zu haben. Um die Muskulatur zu lockern, damit er gefesselt werden kann. [...] Und der Fußtritt in den Hintern von Stephan Neisius in der Zelle sei prophylaktisch gewesen: 'Er hätte sich umdrehen und mich dadurch zu Fall bringen können.'“ Dem Kronzeugen warf er vor, Neisius mehrfach ins Gesicht geschlagen zu haben. Anwalt von Lars S. war Eckhard Wölke.
"Als [dessen Kollege Dennis G.] Einwegspritzen im Wohnzimmer sah, die Stephan Neisius zur Behandlung seiner Thrombose brauchte, war für ihn klar, er hatte 'es nicht nur mit einem hysterischen Randalierer, sondern auch mit einem Drogenkonsumenten' zu tun. Seine 'größte Sorge' war, sich zu infizieren. 'Dadurch kann nämlich das ganze Leben verhunzt werden', erklärt er dem Gericht. Es sei darum gegangen, 'den Widerstand von Stephan Neisius zu brechen', und das sei nur 'mit massivster Gewalt' möglich gewesen. Als auch Pfefferspray nicht die gewünschte Wirkung zeigt und Stephan Neisius sich weiterhin wehrt, schlägt der Beamte ihn auf den Rücken und ins Gesicht. Vor Gericht erklärt er: 'Ich dachte, der ist ja eh schmerzunempfindlich.' Auf die Frage des Richters, ob er sich niemals gefragt habe, es vielleicht mit einem Schizophrenen zu tun zu haben, antwortet der Polizist: 'Daran habe ich nicht so gedacht. Für uns war das primäre Ziel, die Lage sicherzustellen und uns zu schützen.'" Wie andere Kollegen auch gab er an Schläge und Tritte anderer Kollegen nicht gesehen zu haben."
Lars D. sagte laut der taz: „'Ich habe mir schon meine Gedanken gemacht, ob der Abend nicht anders hätte verlaufen können und ob ich mit meinem Schlag dazu beigetragen habe.' Aber er schränkt sofort ein. 'Ich musste einen Schlag abwehren.' In seiner polizeilichen Vernehmung hatte er angegeben, dass Stephan Neisius den Beamten gesagt hatte, Drogen und Schmerzmittel genommen zu haben und nichts zu merken. Zudem hatte der Polizist ausgesagt, sich geärgert zu haben, 'weil ich die Kontrolle verloren hatte'. Doch auch diese Aussage relativiert er. 'Na ja, natürlich ärgert es mich auch noch heute, Herrn Neisius geschlagen zu haben. Aber ich hatte keine andere Wahl.'“ Nach Angaben der Frankfurter Allgemeinen Zeitung sagte er, dass er zwei Mal auf Neisius geboxt habe, um Tritte abzuwehren und von einem Tritt zur Ablenkung sprach er. Im Kölner Stadtanzeiger wird berichtet, dass Lars D. Neisius geschlagen habe, nachdem er von diesem bespuckt wurde.
Matthias L. äußerte sich nicht zur Anklage.
Der Gutachter Ingo Pedal sagte, „[...] es habe keine Verletzungen gegeben, 'die eine schwere Misshandlung dokumentieren würden'.“ Des Weiteren war er der Ansicht, dass die Ärzte im St. Marien-Hospital Neisius Beruhigungsmittel hätten geben müssen, anstatt eine Blutentnahme vorzunehmen. „'Dann wäre höchstwahrscheinlich der Tod nicht eingetreten.' Pedal zufolge wäre der an einer Thrombose erkrankte Neisius auch ohne die vermuteten Misshandlungen gestorben.“
Die Staatsanwaltschaft forderte wegen minder schweren Fällen von Körperverletzung im Amt mit Todesfolge Freiheitsstrafen zwischen 14 und 30 Monaten.
Die sechs Polizisten wurden am 25. Juli 2003 „[...] wegen gemeinschaftlicher Körperverletzung im Amt mit Todesfolge [...]“ zu Freiheitsstrafen zwischen 12 und 16 Monaten auf Bewährung verurteilt. „Der Vorsitzende Richter [...] sprach von einer 'Verkettung unglückseliger Faktoren', die dem Geschehen 'gewisse Züge eines Unglücksfalles' aufgedrückt hätten und deshalb den Angeklagten nicht zuzurechnen sei. 'Sie sind und waren keine Prügelpolizisten'“, kritisierte aber auch das Verhalten der Polizisten auf der Wache: „'Tritte und Schläge gegen den Kopf bergen ein tödliches Risiko', sagte der Richter und gab damit den Polizisten eine 'mittelbare Verantwortlichkeit' am Tod von Neisius. Die Tatsache, dass die Ärzte die akute Psychose des Randalierers nicht erkannten und er bei 'einer optimalen Behandlung hätte überleben können', sei für die strafrechtliche Verantwortlichkeit der Angeklagten nicht entscheidend.“ Das Verhalten in der Wohnung war nach Auffassung des Gerichts rechtmäßig.
Die Verteidigung kündigte an in Revision zu gehen. Der Bundesgerichtshof verwarf 2004 die Revision, womit die Urteile rechtskräftig wurden und die Polizisten ihre Beamtenrechte verloren.

### Zivilprozess
Anfang Januar 2006 wurde vor der Zivilkammer des Landgerichts Köln die Schadensersatzklage der Angehörigen von Stephan Neisius verhandelt. Die Angehörigen forderten 25.000 € vom Land Nordrhein-Westfalen, das aber nur bereit gewesen war, 10.000 € zu zahlen und diese Summe gezahlt hatte. Anwalt der Angehörigen war Lars Schöler. Vorsitzender Richter war Reinhold Becker. Das Gericht schlug vor, dass das Land insgesamt 15.000 € zahlt.

## Weitere Folgen
- Auf Anweisung von Polizeipräsident Klaus Steffenhagen wurde der Leiter der Polizeiinspektion Innenstadt, Jürgen Sengespeik, an eine andere Dienststelle versetzt;[1] gegen „[...] einen 24-jährigen Polizeiobermeister und einen 28 Jahre alten Polizeimeister [wurde ein] Entlassungsverfahren eingeleitet [...]“.[17]
- Der Verteidiger von Lars S. legte gegen Steffenhagen Dienstaufsichtsbeschwerde ein, „Lars S. werde durch Indiskretionen vorverurteilt.“[5]
- Die Gewerkschaft der Polizei forderte, nach den „Ursachen für die Gewalt [...] und warum der Hang zur Gewalt bei Lars S. nicht erkannt worden sei“[1] zu forschen.[1]
- Die Bezirksregierung Köln setzte eine Kommission ein, die Fehler in der Personalführung untersuchen sollte.[16]
- Ende Mai  2002 protestierten ca. 500 Menschen vor der Polizeiwache-Eigelstein und riefen „Mörder, Mörder“.[14]